# Cucanya
|  | Aquest article tracta sobre el joc. Si cerqueu "terra de Cucanya", vegeu «Xauxa». |

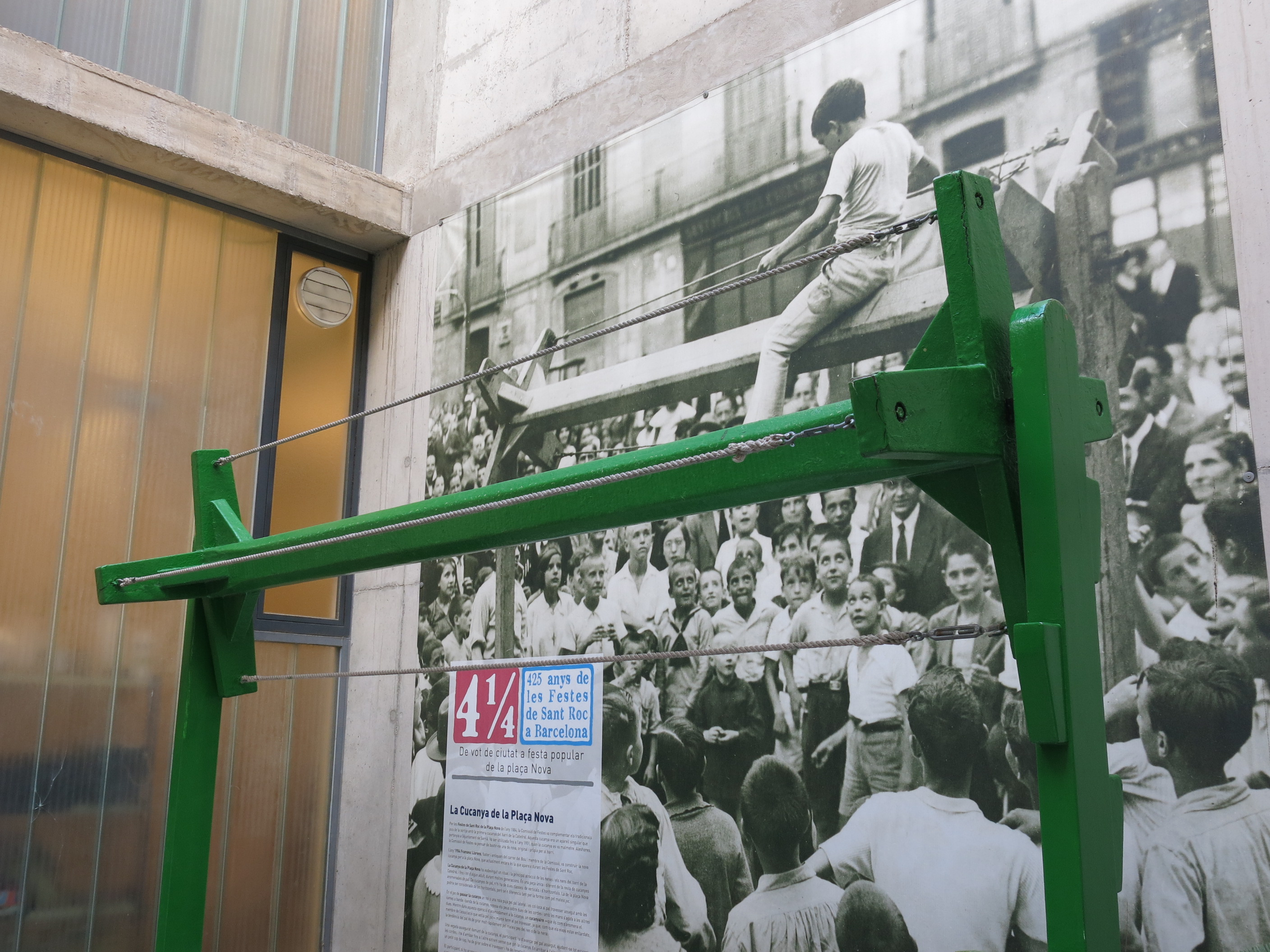
La cucanya de la plaça Nova, conservada a la Casa dels Entremesos de Barcelona

La cucanya, també conegut com a pal enseuat, és un joc consistent a escalar, grimpar, només amb l'ajuda de braços i cames, per un pal vertical o horitzontal, que sol estar allisat o empastifat amb alguna substància relliscosa, fins a atrapar el premi situat a l'altra punta des d'on s'ha sortit, que és la diversió del joc. Es practica en molts països hispanoamericans.

## Versions
- De manera vertical: 
  - A Pollença (Mallorca), cada 17 de gener, per Sant Antoni, s'organitza la davallada del pi de la finca de Ternelles, que serà aquell mateix dia ensabonat i plantat a la plaça vella.
  - Catalunya: pal enseuat, cucanya.
  - País Valencià: biga ensabonada, denominada també gallampí (Horta).
  - A Orgaz (Toledo) se celebra la cucanya en honor del Crist de l'Oblit el 25 d'agost, en la qual el premi són xoriços i altra mena de regals.
  - A Paterna de Rivera (Cadis) se celebra la cucanya en honor del patró, que és Sant Sebastià, el dia 20 de gener. El premi de la cucanya de Paterna de Rivera són els pernils. En aquest municipi la cucanya es realitza amb un pal llarg, que està greixat, i al qual intenta pujar una persona, però que, com que no ho pot fer tota sola, s'hi competeix en equips de tres, així fins a aconseguir el pernil.
  - En altres llocs com a Tudela (Navarra), per la revetlla de Sant Pere (al final de juny), col·loquen un pal d'uns cinc metres i l'empastifen generalment de greix de cansalada, al final del qual subjecten un premi, que pot ser un gall viu, un pernil, o altre element tant viu com inert.

Els noms amb què és conegut a l'Amèrica Llatina:
- - Argentina: cucaña, palo enjabonado
  - Bolívia: cucaña, palo ensebao
  - Brasil: pau de sèu (nord-est brasiler)
  - Xile: palo ensebado, palo enjabonado.
  - Equador: cucaña, castillo, palo ensebado.
  - Paraguai: ibira shyí (palo enjabonado, cucaña).
  - Puerto Rico: palo ensebado.
  - República Dominicana: palo ensebado.
  - Panamà: palo ensebao
  - Uruguai: palo enjabonado, palo ensebado
  - Veneçuela: cucaña, palo ensebado, vara de premio.

- De manera horitzontal: 
  - La cucanya de la plaça Nova, l'exemplar de cucanya horitzontal més antic que es conserva a Catalunya.
  - Al barri de Triana (Sevilla), durant la Velá de Santa Ana que se celebra cada fi de juliol, el pal, prèviament empastifat amb greix relliscós, es col·loca horitzontalment sobre la proa d'una barcassa al riu Guadalquivir, on els participants hi han de caminat per sobre i han d'evitar de caure a l'aigua, fins a arribar al premi (habitualment una banderola vermella).
  - A Puerto de la Cruz, (Santa Cruz de Tenerife), durant les Festes del Carmen, es col·loca sobre el moll pesquer, a uns tres metres d'altura, on els participants han de provar de córrer fins al final, on el premi és una banderola.